# Berkeley (Engeland)
Berkeley is een civil parish in het bestuurlijke gebied Stroud, in het Engelse graafschap Gloucestershire.

## Geboren
- Edward Jenner (1749-1823), arts

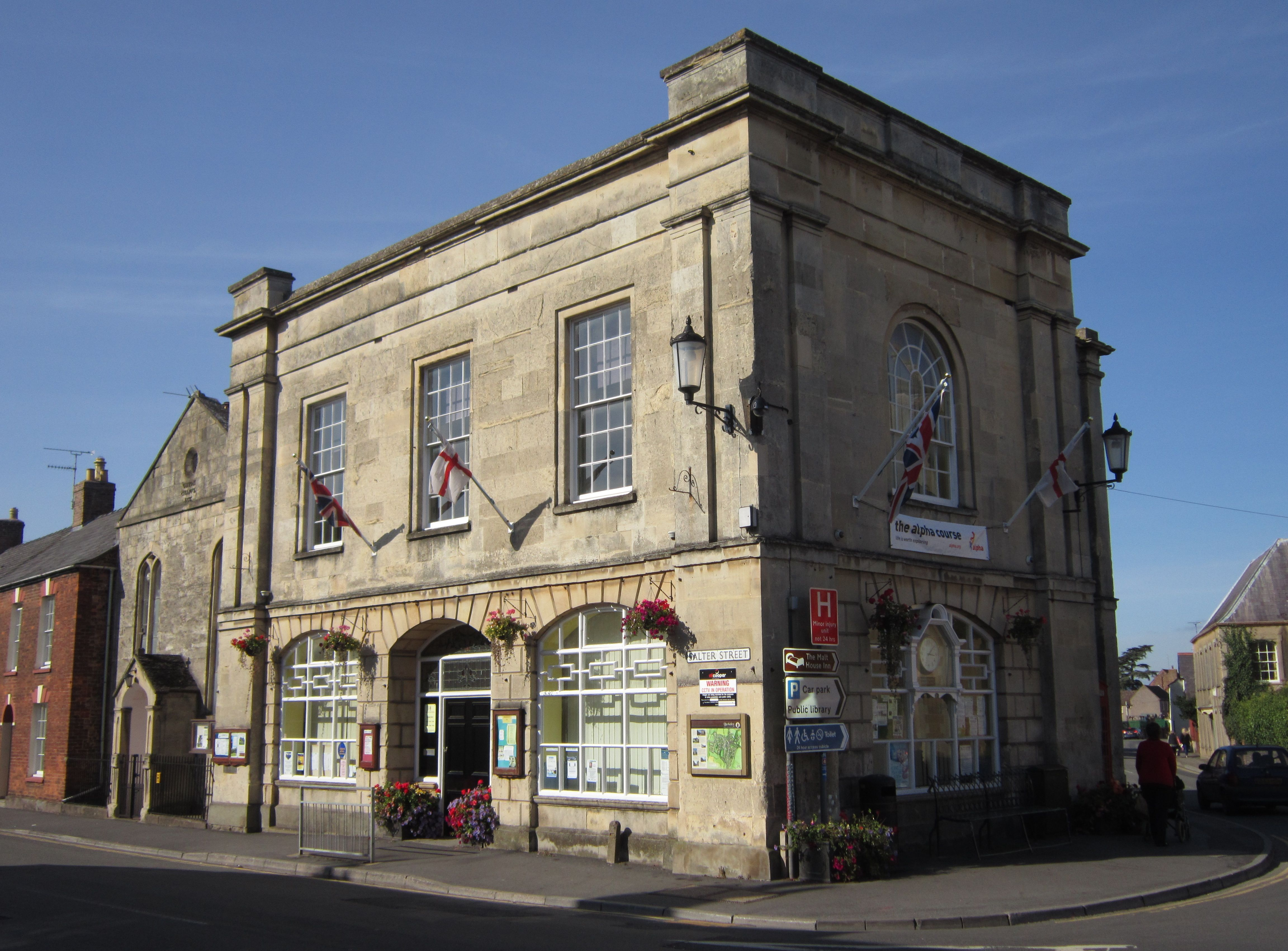
Gemeentehuis